# Adolph Strecker
Adolph Strecker (11 d'octubre de 1822, Darmstadt, Hessen - 7 de novembre de 1871, Würzburg, Baviera) fou un químic alemany que destacà en l'estudi dels aminoàcids.

## Biografia
Strecker era fill de Ludwig Strecker, un arxiver del Gran Duc. Assistí a l'escola de Darmstadt fins al 1838 quan anà a la Gewerbeschule per estudiar el batxillerat. El 1840, Strecker començà els estudis superiors a la Universitat de Giessen, on Justus von Liebig fou un dels seus professors. L'agost de 1842, Strecker aconseguí el seu doctorat i començà a ensenyar en una Realschule de Darmstadt. Refusà una oferta per treballar amb Liebig, però el 1846 n'acceptà una altra i es convertí en assistent privat de Liebig a la Universitat de Giessen. El 1848 es convertí en professor d'aquesta la universitat.
Durant els anys que investigà a Giessen, Strecker realitzà recerca en un ampli ventall de temes, tant en la química orgànica i inorgànica. Per exemple determinació de les masses moleculars de la plata i del carboni, estudi de les reaccions de l'àcid làctic, estudi de la descomposició de l'àcid hipúric per acció de l'àcid nítric, i estudi de la separació de cobalt i níquel.
Strecker volia deixar Gießen per anar a la Universitat de Berlín, però finalment, el 1851, anà a la Universitat de Christiania de Noruega. Allà centrà la seva recerca en la química orgànica, amb estudis que cobreixen una àmplia gamma de temes des de la química organometàl·lica fins als productes naturals.
Strecker deixà Noruega per tornar a Alemanya quan morí Christian Gottlob Gmelin i ocupar la seva vacant a la Universitat de Tübingen. En aquesta universitat dugué a terme investigacions sobre la guanina, xantina, cafeïna, teobromina i els òxids del tal·li, els quals per la seva elevada toxicitat danyaren greument la seva salut.
Es traslladà a la Universitat de Würzburg el 1870, però s'interromperen les classes durant un semestre a causa de la Guerra francoprussiana de 1870-1871. Strecker hi participà com oficial i tornà a la universitat després per començar les seva tasca científica. L'estiu de 1871 anà de vacances a Berchtesgaden, Baviera, però la seva salut estava molt deteriorada i morí a Würzburg el novembre.

## Obra
Els seus estudis més destacats són la síntesi de Strecker d'aminoàcids, en la qual es fa reaccionar un aldehid amb cianur de potassi i clorur d'amoni i produeix un alfa-aminoàcid; la degradació de Strecker d'aminoàcids, que transforma els aminoàcids en imines i, després en cetones; i la preparació de sulfonats.